# Espira-de-Conflent
Espira-de-Conflent (katalanisch Espirà de Conflent) ist eine französische Gemeinde mit 220 Einwohnern (Stand 1. Januar 2022) im Département Pyrénées-Orientales in der Region Okzitanien. Sie gehört zum Arrondissement Prades und zum Kanton Le Canigou.

## Lage
Nachbargemeinden von Espira-de-Conflent sind Vinça im Norden, Finestret im Osten, Baillestavy im Südosten, Estoher im Süden und Marquixanes im Westen.
Das Gemeindegebiet wird vom Flüsschen Llech durchquert, das an der Grenze zu Finestret in die Lentilla mündet.

## Bevölkerungsentwicklung
| Jahr      | 1962 | 1968 | 1975 | 1982 | 1990 | 1999 | 2013 |
| Einwohner | 155  | 162  | 121  | 124  | 132  | 125  | 170  |

## Sehenswürdigkeiten
- Kirche Sainte-Marie (12. Jahrhundert)